# Intensidad energética

Intensidad energética de las economías (1990 a 2015): La intensidad energética es una indicación de cuánta energía se utiliza para producir una unidad de producción económica. Un ratio más bajo indica que se utiliza menos energía para producir una unidad de producto.

La intensidad energética es un indicador de la eficiencia energética de una economía. Se calcula como unidades de energía por unidad de PIB (Producto Interior Bruto) u otra medida de producción económica. Una intensidad energética alta indica un precio o coste elevado de convertir la energía en PIB. Por otro lado, una intensidad energética baja indica un precio o coste menor de convertir la energía en PIB.
La intensidad energética de un país o región difiere de su eficiencia energética. La intensidad energética se ve afectada por el clima, la estructura económica (por ejemplo, servicios frente a manufacturas), el comercio, así como la eficiencia energética de los edificios, los vehículos y la industria.
Una alta intensidad energética significa una elevada producción industrial como parte del PIB. Los países con baja intensidad energética significan una economía intensiva en mano de obra.

## Visión general
Se calcula como la relación entre la demanda o consumo energético (E) y el producto interior bruto (PIB) de un país:
| Símbolo             | Nombre                       |
| ------------------- | ---------------------------- |
| {\displaystyle I}   | Intensidad energética        |
| {\displaystyle E}   | Demanda o consumo energético |
| {\displaystyle PIB} | Producto interno bruto       |

y se interpreta como "se necesitan x unidades de energía para producir 1 unidad de riqueza". Así,
- Intensidad energética elevada: indica un coste alto en la "conversión" de energía en riqueza (se trata de una economía energéticamente voraz). Se consume mucha energía obteniendo un PIB bajo.
- Intensidad energética baja: indica un coste bajo. Se consume poca energía, obteniendo un PIB alto.

## Eficiencia energética económica

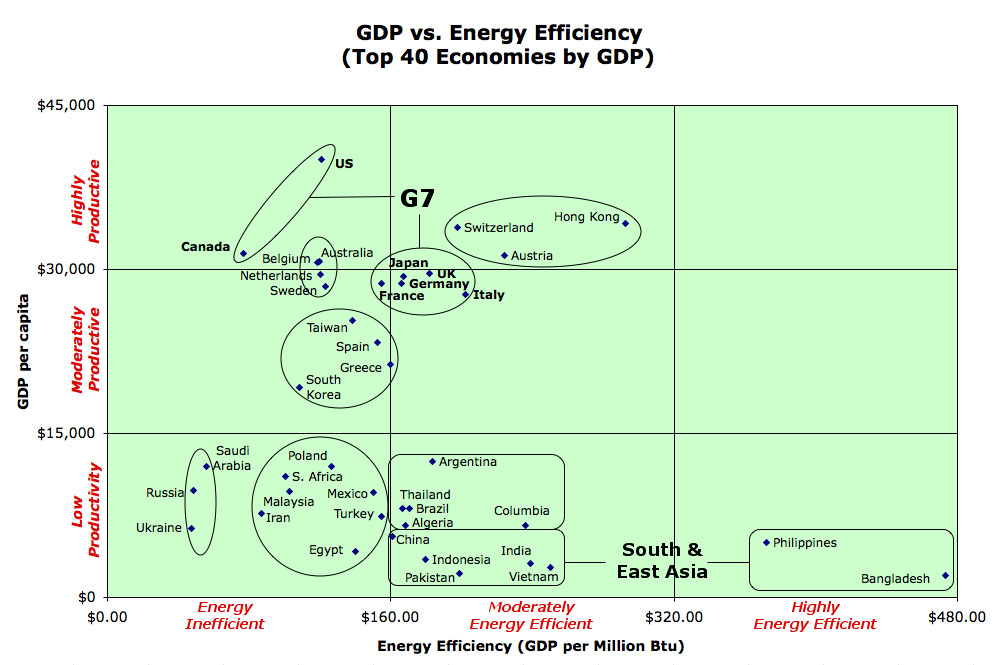
Análisis de las 40 economías más importantes: PIB per cápita vs. eficiencia energética.

Remitiéndonos al ejemplo anterior, 1 millón de Btu consumido con una intensidad energética de 8.553 produjo 116,92 $ de PIB para EE. UU.. Al mismo tiempo, cada millón de Btu de energía consumida en Bangladesh con una intensidad energética de 2.113 produjo 473 $ de PIB, es decir, unas cuatro veces la tasa efectiva de EE. UU.. En cambio, Rusia sólo produjo 48,37 dólares de PIB por cada millón de Btu, ya que tuvo una intensidad energética de 20,676. Por tanto, puede decirse que, en conjunto, Bangladesh tiene una eficiencia energética unas diez veces superior a la de Rusia.
No es necesariamente una causa directa que un PIB per cápita elevado se asocie a una menor eficiencia energética económica. El gráfico anterior muestra ejemplos basados en las 40 mayores economías nacionales.